# 傅道統
傅道統（1556年—？），字寅脩，號承宇，福建泉州府晉江縣人，民籍，明朝政治人物。

## 生平
萬曆七年（1579年）己卯科福建鄉試第四十五名，萬曆十四年（1586年）丙戌科會試二百十五名，登二甲第六十四名進士。大理寺观政，十七年二月授戶部主事，十九年四月江西监兑，二十一年升任戶部貴州司郎中，本年出任袁州府知府，二十三年被論調簡，二十六年補任漢陽府知府，因被税监诬告，被逮下狱，事白归家，二十九年考察致仕。

## 家族
曾祖傅泓；祖父傅天麒，冠帶鄉賓；父傅宗叔。母陳氏；繼母朱氏。严侍下。